# Javier Zamora
Javier Zamora (El Salvador, 1990) és un escriptor, poeta i activista salvadoreny.

## Biografia
Zamora va néixer el 1990 un cantó costaner del municipi de San Luis La Herradura, departament de La Paz, a El Salvador. El 1991, quan Zamora tenia un any i mig, el seu pare va emigrar als Estats Units per la guerra civil que va portar a la desaparició i mort del seu germà i la seva cunyada; sa mare va emigrar quan tenia quatre anys per causa de maltractaments de part del seu avi.
Va emigrar als Estats Units a l'edat de nou anys per unir-se als seus pares a l'estat de Califòrnia.
Va sortir del Salvador amb ajuda de la seva família amb un grup de cinc persones més, i després de dos mesos creuant Mèxic va arribar a la frontera amb un grup d'unes quaranta persones. Van intentar creuar diverses vegades pel desert de Sonora, quedant només un grup de tres. Van aconseguir creuar al tercer intent el 10 de juny de 1999. Finalment es va reunir amb la seva família a Phoenix, Arizona.
Va obtenir el seu títol de Batxiller en Arts a la Universitat de Califòrnia, Berkeley i el de Màster en Belles Arts a Universitat de Nova York i es va distingir com un membre del Wallace Stegner Fellowship de la Universitat Stanford entre 2016 i 2018.

## Obra
Zamora forma part d’una nova generació d’escriptors basats als Estats Units que estan obrint nous camins en la literatura llatinoamericana. Amb un estil ric en caliche, l’argot salvadorenc, la seva contribució a la literatura va més enllà de la narrativa. Marcat per l’obra del poeta i activista salvadorenc Roque Dalton i Leticia Hernández-Linares, Zamora comença la seva incursió en l’escriptura amb la poesia, per la qual ha obtingut beques prestigioses a institucions com Harvard o Stanford. Al seu primer poemari Unaccompanied (Copper Canyon Press, 2017) explora les realitats de la política fronterera, el racisme i la injustícia econòmica en l’experiència migratòria. També ha estat guardonat amb la beca literària Lannan 2017 i el Premi Barnes & Noble Writer for Writers 2016, en reconeixement de la seva implicació a Undocupoets, una campanya que defensa el dret de tots els escriptors, independentment del seu estatus migratori, a participar en premis literaris.
En les seves memòries debut, Solito (Periscopi, 2024), relata el trauma de la migració infantil, oferint una visió desoladora dels perills que les persones migrants es veuen abocats a patir en la cerca d'una nova vida. Ha estat guardonat amb diversos premis i reconegut com un dels millors llibres del 2023 pel New York Times o The Washington Post.

## Publicacions
- Nueve Años Inmigrantes Organic Weapon Arts, 2012. ISBN 9780982710616, OCLC 824739031 – chapbook
- Unaccompanied, Copper Canyon Press: Port Townsend, 2017. ISBN 9781556595110ISBN 9781556595110, OCLC 972237998
- Solito: A Memoir, Hogarth Books: New York, forthcoming 2022.